# Говоров, Иван Петрович
Иван Петрович Говоров (около 1750 — не позднее 1831) — русский офицер, участник русско-турецких войн. Генерал-майор (16.05.1803), Георгиевский кавалер. Помещик Таврической губернии.

## Биография
Род Говоровых известен со времен Михаила Федоровича. Вотчинные земли дворян Говоровых находились в Рязанской губернии.
Начал военную службу в 1765 году в правление Екатерины II. Подпрапорщик в Рязанском мушкетерском полку. В 1771 году подпоручик, в 1775 году стал поручик Павловского мушкетерского полка. В 1778 году переведён в Греческий пехотный полк. Вскоре И. П. Говоров получает звание капитана. Участник русско-турецкой войны 1787—1791 годов. В 1788 году сражался под командованием Ф. Ф. Ушакова в сражении при острове Фидониси. Оно стало боевым крещением Севастопольской эскадры, а победа положила конец господству турецкого флота на Чёрном море.
В 1789 году И. П. Говоров секунд-майор в Черноморском батальоне. 31 июля 1791 года он участвовал в сражении при Калиакрии. С 1797 года И. П. Говоров служит в Севастопольском мушкетерском полку, получает в это время звание подполковника, в следующем году он — полковник, а в 1799 года — генерал-майор. По другим данным генерал-майор с 16 мая 1803 года. 28.09.1800 — 16.05.1803 — командир Севастопольского мушкетерского полка.
Как прослуживший «беспорочно» 25 лет, после получения первого офицерского чина, он получает орден Святого Георгия 4-й степени № 1540 от 26 ноября 1803 года.
29 апреля 1803 года из морских батальонов Балтийского и Черноморского флотов были сформированы четыре морских полка, в том числе 4-й Морской полк (шеф генерал-майор И. П. Говоров) — из трёх Черноморских батальонов. 16.05.1803 — 1.09.1814 — шеф 4-го морского полка.
К началу войны с Турцией 1806—1812 годов генерал-майор И. П. Говоров по-прежнему в боевом строю. 29 апреля 1807 года Черноморская эскадра под командованием вице-адмирала С. А. Пустошкина и десантный отряд в составе 4-го Морского полка под командованием генерал-майора И. П. Говорова взяли Анапскую крепость штурмом и в течение следующих шести дней превратили её в руины — укрепления были взорваны, пушки и боеприпасы вывезены, оставшееся имущество брошено в колодцы. За участие в Анапской операции генерал-майор И. П. Говоров был 3 августа 1807 награждён орденом Святой Анны 1-й степени. За 35-летнею службу Отечеству был награждён орденом Святого Владимира 4-й степени. К 67 годам имел 50-летний стаж беспорочной службы. В 1817 году генерал-майор И. П. Говоров вышел в отставку.

В составе дворян Таврической губернии. Он стал владельцем земель в селе Буюк-Сюйрень (современное Танковое, Бахчисарайского района). До него владельцем был адмирал О. М. Де-Рибас. Имение И. П. Говорова в Буюк-Сюйрени при его жизни было небольшим. В нём жили 30 крестьян.
На территории поместья рос памятник природы, ныне утраченый Говоровский дуб.

## Семья
- жена — Екатерина Федоровна, происходившей из семьи военнослужащего (ее отец был полковником)
- Александр (1795—1847), полковник
- Павел,
- Константин (1808—1855), капитан-лейтенант
- Мария,
- Любовь,
- Анна,
- Екатерина[1].